# Heißer Sommer in Kabul
Heißer Sommer in Kabul (russisch Жаркое лето в Кабуле) ist ein sowjetisch-afghanisches Kriegsdrama der Regisseure Ali Chamrajew und Wali Latifi aus dem Jahr 1983. Der Film thematisiert die sowjetische Intervention in Afghanistan aus sowjetischer Sicht. Es produzierten Usbekfilm, Afghanfilm und Mosfilm.

## Handlung
Der sowjetische Chirurg und Professor Fjodorow reist im Jahr 1982 nach Kabul, einige Jahre nach der sowjetischen Intervention in Afghanistan, um dort Vorlesungen zu halten und um in einem Militärkrankenhaus zu arbeiten. Er erlebt hautnah brutale Auseinandersetzungen zwischen sowjetischen und afghanischen Regierungstruppen mit „konterrevolutionären“ Kräften und Mudschahedin. Er versorgt Verwundete beider Seiten und befragt sie nach ihren Erfahrungen und persönlichen Lebensumständen. Fjodorow macht sich so selbst ein Bild von der Situation im Land und den Menschen.

## Veröffentlichung
Heißer Sommer in Kabul wurde im September 1983 uraufgeführt. Der Film wurde am 4. Mai 1984 erstmals in der DDR im Kino aufgeführt und lief am 25. April 1985 zum ersten Mal im DFF 2.

## Kritiken
Das Lexikon des internationalen Films bezeichnete den Film als „politische[n] Anschauungsunterricht im Gewand eines Actionfilms“, während ihm andere Kritiken attestierten, „frei von aller theoretischer Besserwisserei und schnellen Urteilen“ zu sein.